# 金林站
金林站是位于内蒙古自治区根河市金林林场的一个铁路车站，邮政编码22359。车站建于1959年，有牙林铁路经过该站，现办理客货运业务。车站距离牙克石314公里，隶属哈尔滨铁路局，是四等站。车站于2012年撤销。